# Heh
Heh je egyptský bůh nekonečna (nekonečného prostoru a času). Patřil do skupiny Osmera, jehož koncepci vytvořili kněží hornoegyptského náboženského centra Chemenu. Představoval nekonečnost vzdušného prostoru a času, nekonečnost chaosu a praoceánu (oproti konečnosti světa), byl uctíván jako dárce nesmrtelnosti, později jako bůh větru. V této funkci byl spojován s bohem vzduchu Šuem.
Jeho ženským protějškem v Osmeru byla bohyně Hauhet. Stejně jako u zbylých párů Osmera byl nejčastěji on zobrazován jako muž s žabí hlavou a ona jako žena s hlavou hadí. Sám býval však nejčastěji zobrazován jako muž klečící v koši (hieroglyf znamenající všechno (v egyptštině nb)) a držící dvě palmové ratolesti (symboly času). Někdy mívá třetí ratolest na hlavě a pod oběma ratolestmi hieroglyf pulce (hieroglyf pro 100 000, egyptsky ḥfn) a prsten šen. Jeho hieroglyf (muže s rukama vzhůru a většinou jen palmovou ratolestí na hlavě) slouží také k zápisu čísla „milion“. Milion je v egyptštině ḥḥ a bůh nekonečna Heh je ḥḥw.

Jeho zobrazování symbolizuje touhu po milionu let života či vlády (popřípadě posmrtného života).

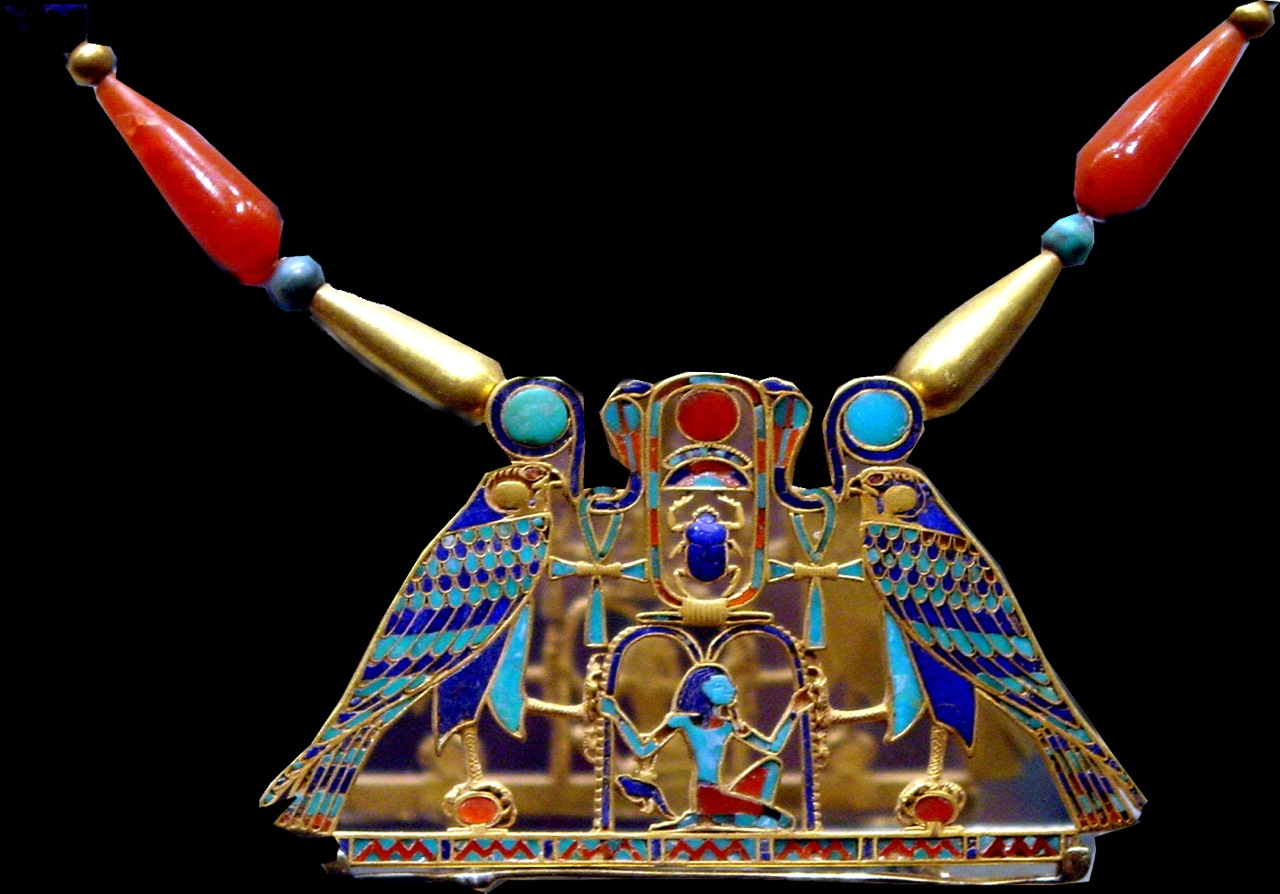
Pektorál princezny Sithathoriunet, dcery faraona Senusreta II., zobrazující Heha mezi dvěma sokoly pod kartuší se Senusretovým jménem
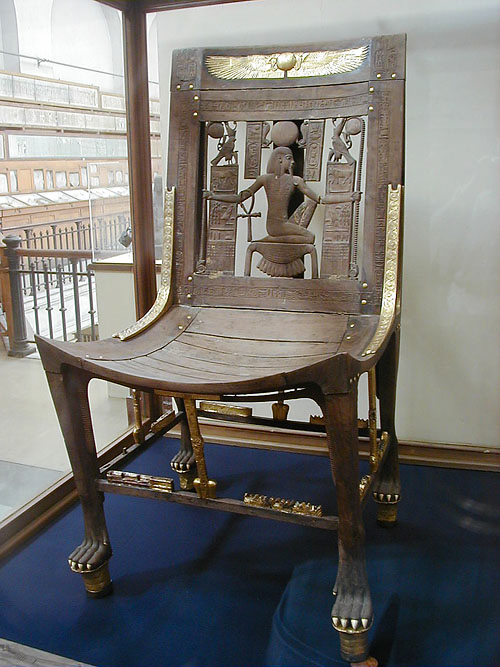
Tutanchamonova cedrová židle zobrazující Heha sedícího na hieroglyfu pro zlato
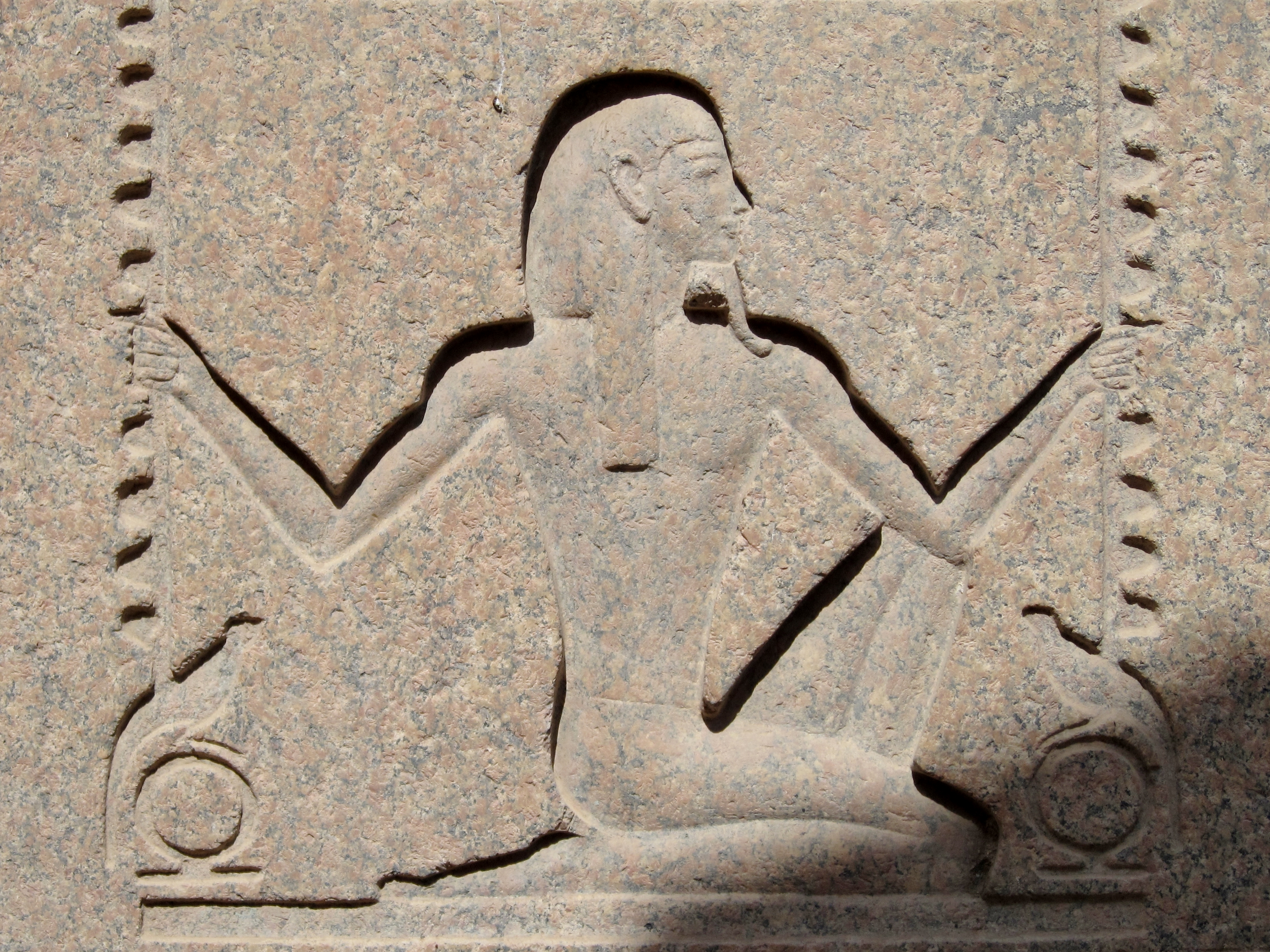
Vyobrazení Heha z Abydoského chrámu Ramesse II.
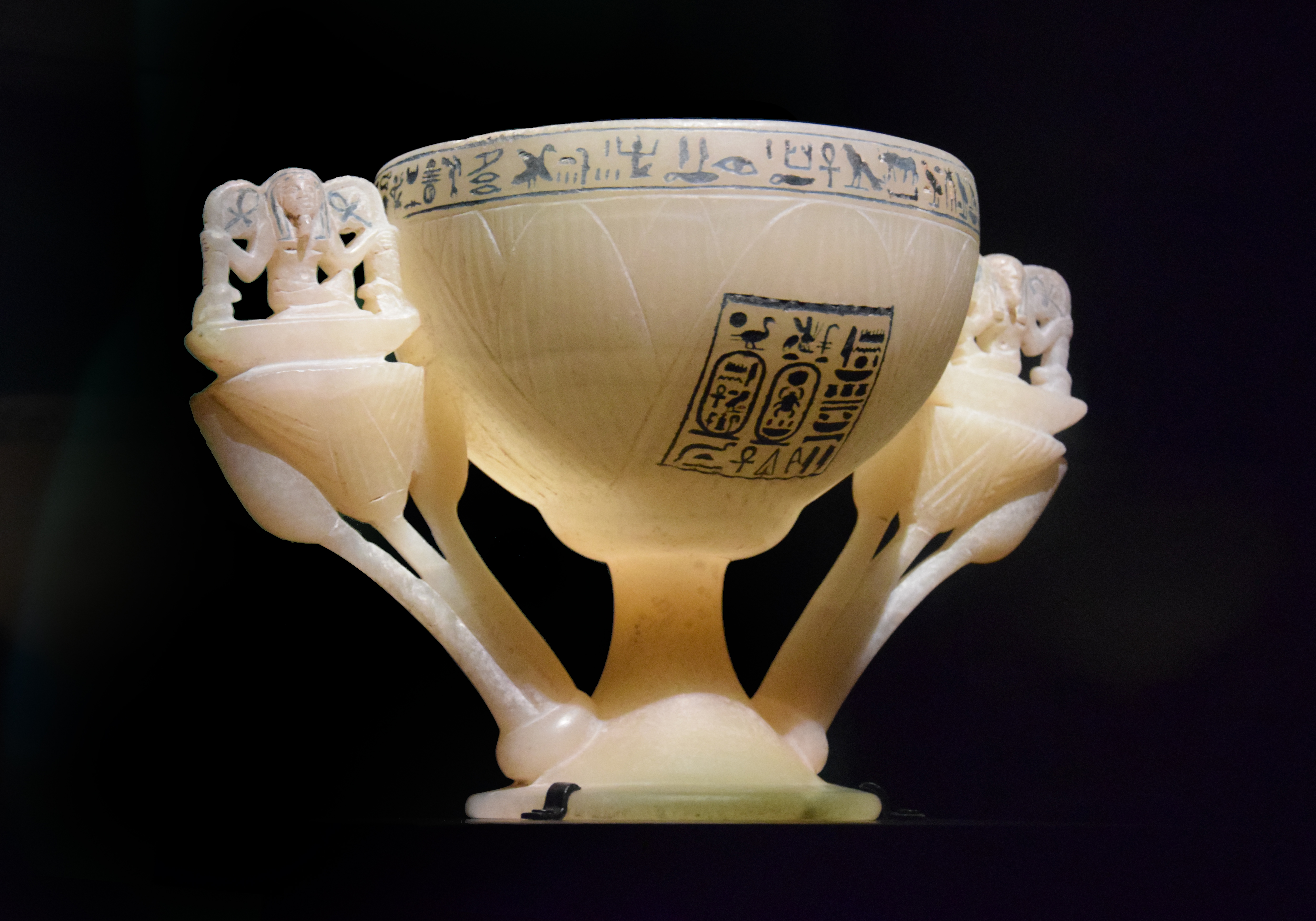
Tutanchamonův zdobný kalich s Hehem na obou stranách
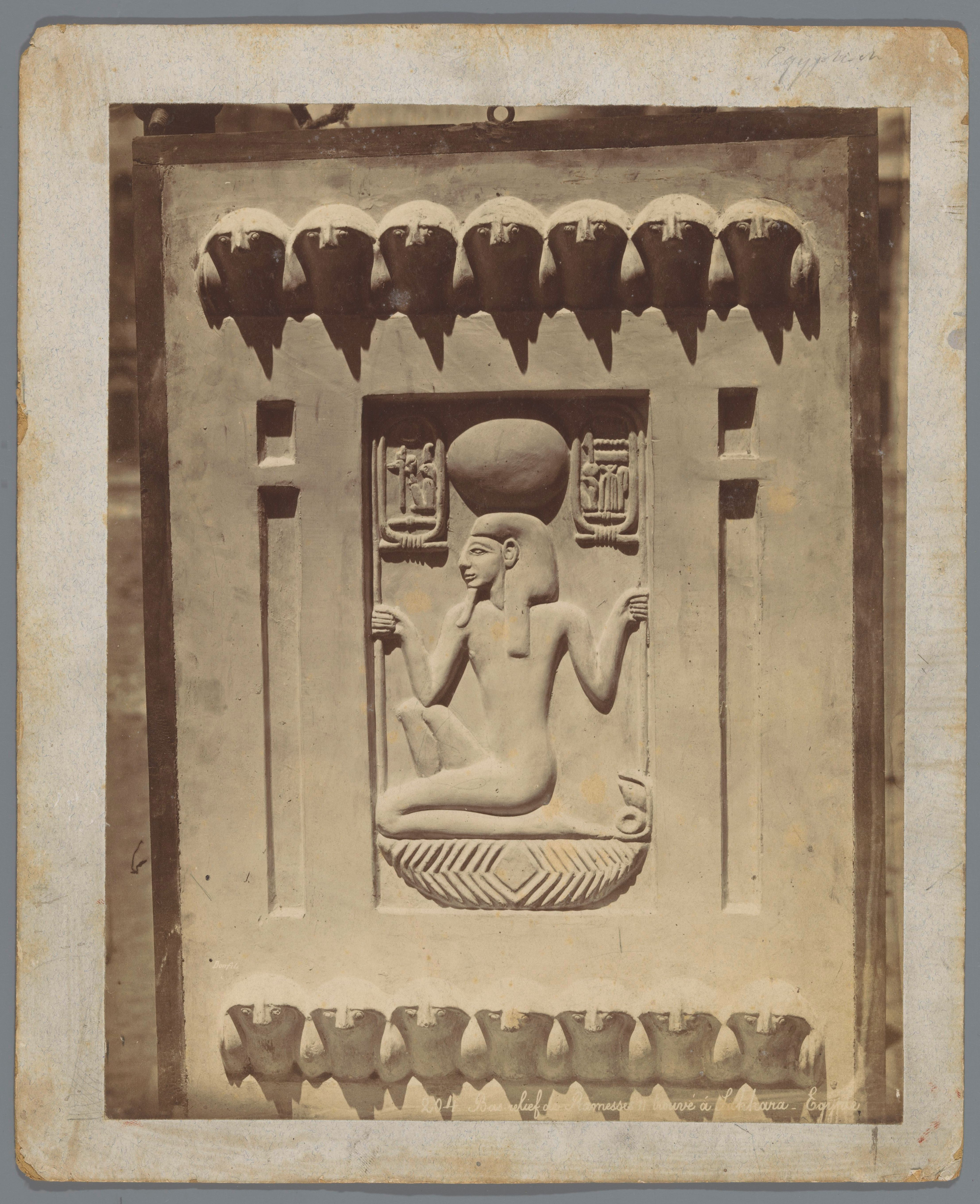
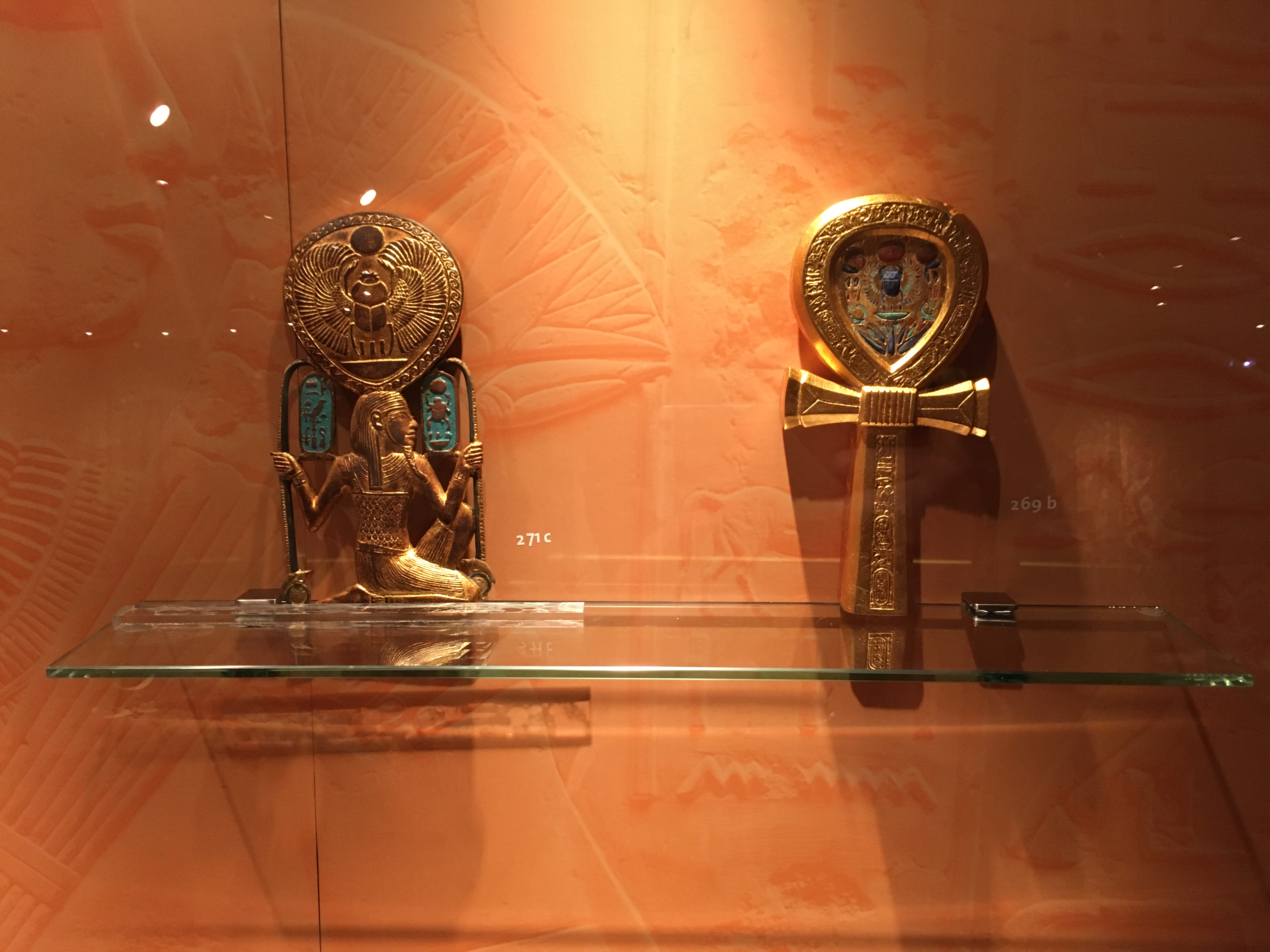
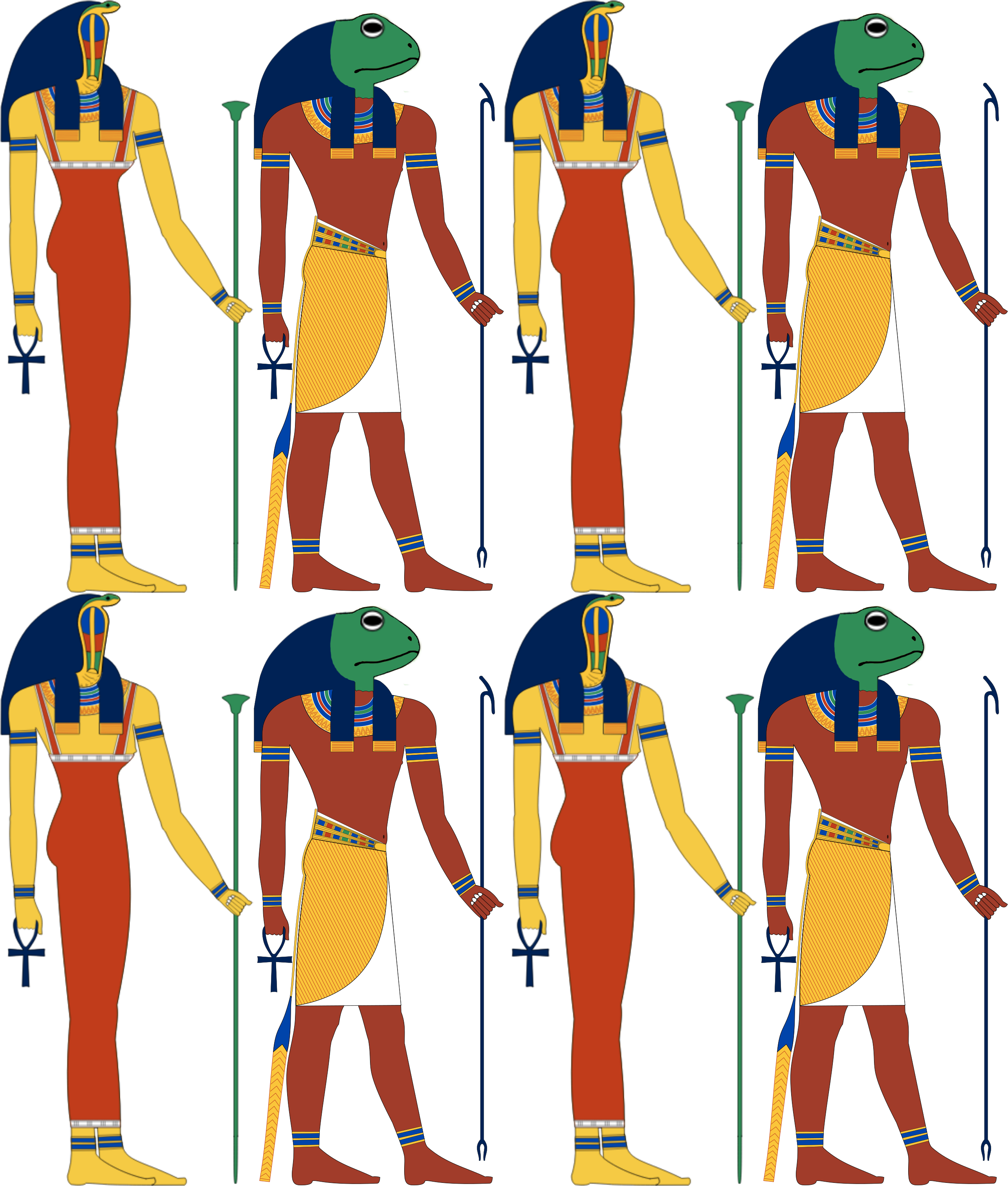
Osmero